# Inés Rivadeneira
Inés Rivadeneira López (Lugo, 2 de novembre de 1928 - Madrid, 3 d'agost de 2020) fou una mezzosoprano i professora de cant espanyola.

## Biografia
Va néixer a Lugo, però quan ella tenia dos anys la família es va traslladar a Valladolid, on Inés va viure fins als divuit anys i on es va aficionar a cantar, formant part del cor de les Dominiques de Sant Pau de la ciutat. Va rebre les primeres lliçons de música del director d'aquest cor. En 1946 va anar a viure a Madrid, amb una ajuda econòmica de la Diputació de Valladolid, entrant a estudiar al Conservatori de Música de Madrid, amb les professores Ángeles Ottein i Lola Rodríguez de Aragón. Va guanyar els premis "Fi de carrera" i el premi extraordinari "Lucrecia Arana", en 1951. El director del conservatori, el músic Jesús Guridi, la va animar que sol·licités una beca de la Fundació Juan March, amb la qual va poder anar a ampliar estudis Viena. En aquesta ciutat va estudiar amb Erik Werba a l'Acadèmia de Música i Arts Interpretatives.
El seu debut es va produir a Madrid en 1947, en participar en la representació de Rigoletto de Verdi al Teatro Real de Madrid. En 1951 va cantar a París, al Théâtre des Champs-Élysées, amb motiu de l'estrena de l'òpera Don Perlimplín, basada en una obra de Federico García Lorca amb música de Vittorio Rietti. Als 25 anys va rebre el Premi Nacional de la Lírica.
El 30 de desembre de 1952 va estrenar al Gran Teatre del Liceu de Barcelona l'òpera Soledad del violinista i compositor barceloní Joan Manén. En aquella funció, Inés va interpretar el paper de Dolores sota la direcció del compositor. A aquest teatre va cantar en 1966 el paper principal de Carmen, de Bizet. Aquesta obra va arribar a interpretar-la més de cent vegades al llarg de la seva carrera. En 1956 va debutar al Teatro Campoamor d'Oviedo en el paper de Maddalena de l'òpera Rigoletto de Verdi.
El 24 d'octubre de 1956 va participar en la reobertura del Teatro de La Zarzuela de Madrid, després de la reforma realitzada per la Societat General d'Autors. L'obra escollida va ser la sarsuela Doña Francisquita d'Amadeu Vives, formant part de l'elenc els cantants Ana María Olaria, Lina Huarte, Ana María Iriarte, Alfredo Kraus, Carlos Munguía, Gerardo Monreal, Selica Pérez Carpio i Aníbal Vela. En aquest mateix teatre va estrenar en 1964 El hijo fingido de Joaquín Rodrigo.
El seu repertori d'òperes va incloure:
- Carmen de Bizet.
- Rigoletto de Verdi.
- La forza del destino de Verdi.
- Un ballo in maschera de Verdi.
- Orfeu i Eurídice de Glück.
- La favorita de Donizetti.
- Faust de Gounod.
- Amaya de Jesús Guridi.
- L'amico Fritz de Mascagni.
- Andrea Chénier de Giordano.
- Cavalleria rusticana de Mascagni.
- Don Perimplín de Rieti (estrena).
- Gianni Schicchi de Puccini.
- Goyescas d'Enric Granados.
- L'incoronazione di Poppea de Monteverdi.
- Khovànxtxina de Mússorgski.
- La llama de Guridi.
- Madama Butterfly de Puccini.
- Mayo d'Eduard Toldrà.
- Les noces de Fígaro de Mozart.
- Soledad de Joan Manén (estrena).
- La vida breve de Falla.

A banda dels escenaris d'òpera i sarsuela, va participar en obres de concert, com ara el Rèquiem de Verdi, el Messies de Haendel, La Passió segons Sant Mateu i el Magnificat de Bach, els Stabat Mater de Pergolesi i Rossini, la Petite messe solennelle de Rossini, el Gloria de Vivaldi, la Novena Simfonia de Beethoven, el Te Deum de Marc-Antoine Charpentier, la Missa de la Coronació i el Rèquiem de Mozart.
Es va retirar dels escenaris en el Royal Albert Hall de Londres en 1973, interpretant La vida breve de Manuel de Falla, cantant al costat de la soprano Victòria dels Àngels. Després es va dedicar a l'ensenyament de cant, a l'Escola Superior de Cant fundada per la seva professora Lola Rodríguez de Aragón. Es va jubilar en 1994.

## Representacions en Catalunya
- 30 de desembre de 1952 - Soledad de Joan Manén (estrena), amb Lina Richarte, Pau Civil, Raimon Torres i Laura Díaz. Orquestra del Liceu, dir. Joan Manén.[4]
- 13 d'agost de 1958 - Doña Francisquita d'Amadeu Vives, amb Lina Huarte, Carlos Munguía, Selica Pérez Carpio, Gerardo Monreal, José Pello. Companyia del Teatre de la Zarzuela de Madrid, dir. José Tamayo. Teatre Grec de Montjuïc (Barcelona).[6]
- 7 d'agost de 1959 - Doña Francisquita d'Amadeu Vives, amb Lina Huarte, Carlos Munguía, María Liusa Moneró i altres. Companyia Lírica Amadeu Vives, dir. Rafael Ferrer. Teatre Grec de Montjuïc.[7]
- 10 d'agost de 1960 - Bohemios d'Amadeu Vives, amb Carlos Munguía, Selica Pérez Carpio, Teresa Tourné, José Álvarez i Gerardo Monreal. Companyia del Teatre de la Zarzuela de Madrid, dir. José Tamayo. Teatre Grec de Montjuïc.[8]
- 28 d'agost de 1960 - La verbena de la Paloma de Tomás Bretón, amb Marta Santaolalla, Carlos Munguía i Tomás Álvarez. Companyia del Teatre de la Zarzuela de Madrid, dir. José Tamayo. Teatre Grec de Montjuïc.[9]
- 20 d'agost de 1961 - Pan y toros de Francisco Asenjo Barbieri (versió de Pablo Sorozábal), amb Ana María Olaria, Dolores Cava, Albert Aguilà i altres. Companyia Lírica Amadeu Vives, dir. Benito Lauret. Teatre Grec de Montjuïc.[10]
- 30 d'agost de 1961 - La Revoltosa de Ruperto Chapí, amb Albert Aguilà, Selica Pérez Carpio, Ramon Cebrià i altres. Companyia Lírica Amadeu Vives, dir. Benito Lauret. Teatre Grec de Montjuïc.[11]
- 22 d'abril de 1962 - Doña Francisquita d'Amadeu Vives, amb Ana María Olaria, Dolores Cava, Pedro Lavirgen i altres. Companyia Lírica Amadeu Vives, dir. Benito Lauret. Teatre Calderón de Barcelona (presentació de la companyia en teatre no a l'aire lliure).[12]
- 9 de maig de 1962 - Bohemios d'Amadeu Vives, amb Ana María Olaria, Dolores Cava, Pedro Lavirgen, José Manzaneda i altres. Companyia Lírica Amadeu Vives, dir. Benito Lauret. Teatre Calderón de Barcelona.[13]
- 31 de juliol de 1964 - Doña Francisquita d'Amadeu Vives, amb Ana María Olaria, Selica Pérez Carpio, María Carmen Andrés, Pedro Lavirgen, Vicente Catalina, José Pello. Director Eugeni M. Marco. Teatre Grec de Montjuïc.[14]
- 19 de novembre de 1964 - Carmen de Bizet (quarta representació de la sèrie), amb Mirna Lacambra, Pedro Lavirgen, Orazio Gualtieri, Gino Carlo i altres. Gran Teatre del Liceu de Barcelona.[15]
- 4 de desembre de 1965 - Un ballo in maschera de Verdi, amb Amy Shuard, Richard Tucker, Angelina Arena, Manuel Ausensi, Gino Calo i Juan Rico. Gran Teatre del Liceu, dir. Laszlo Halasz.[16]
- 21 d'octubre de 1967 - Obres de Claude Debussy. Orquestra Ciutat de Barcelona, dir. René Leibowitz. Palau de la Música Catalana.[17]
- 23 de juliol de 1966 - Carmen de Bizet, a Sa Caleta de Lloret de Mar, amb Pedro Lavirgen, Manuel Ausensi, Carme Bustamante, Enrico Fissore, en una producció del Liceu.[18]
- 28 de maig de 1970 - La vida breve de Falla, amb Josep Carreras, Francisco Ortiz, María Muro, Josep Simorra i Enric Serra. Orquestra Nacional d'Espanya, dir. Rafael Frühbeck de Burgos. Palau de la Música Catalana.[19]

## Enregistraments

### Sarsueles completes
- La verbena de la Paloma (2 versions), La Revoltosa (2 versions), La chula de Pontevedra, La boda de Luis Alonso, El baile de Luis Alonso, El amigo Melquiades, El último romántico, Agua, azucarillos y aguardiente. Editades per Alhambra-Columbia (1952-1967).
- La Gran Vía. Ed.: Montilla (1954).
- La verbena de la Paloma (1972), La Revoltosa (1973). Ed.: Carillón
- Doña Francisquita, La reina mora, Los de Aragón. Ed.: Vergara (1967)
- El último romántico (1972), Alhambra SCLL 14042.

### Fragments de sarsueles
- El barberillo de Lavapiés, El dúo de La Africana. Ed.: Montilla (1954)
- La verbena de la Paloma, Agua, azucarillos y aguardiente, Luisa Fernanda, La Gran Vía, La Caramba, La Revoltosa, Alma de Dios. Ed.: Philips (1956)

### Òperes
- La vida breve. Ed.: La Voz de su Amo (1965). Premi del Disc de París 1967.
- Pepita Jiménez d'Isaac Albéniz. Alhambra-Columbia (1975).

### Ballet
- El amor brujo de Falla (1957).